# Dieter Kunzelmann
Dieter Kunzelmann (Bamberg, Baviera; 14 de julio de 1939-Kreuzberg, Berlín; 14 de mayo de 2018) fue un activista político alemán de ideología izquierdista.
A comienzos de 1960 fue miembro del grupo de artistas Gruppe SPUR, inspirado en el movimiento Situacionista. En 1967 fue uno de los fundadores de la Kommune 1, en Berlín Oeste. A finales de la década de 1960 fue uno de los líderes de los "Tupamaros de Berlín Oeste", que llevaron a cabo distintas acciones violentas como la colocación de bombas o provocar incendios. Fue arrestado en julio de 1970 y estuvo cinco años en prisión por estas actividades. Entre 1983 y 1985 fue miembro de la Cámara de Diputados de Berlín por la "Lista Alternativa" (actual Alianza 90/Los Verdes). En 1997 fue sentenciado a un año de prisión por haber arrojado un huevo al entonces alcalde de Berlín, Eberhard Diepgen. Pasó a la clandestinidad durante dos años, reapareciendo en 1999 para cumplir su sentencia.